# Kometal Gjorce Petrov
RK Kometal Gjorče Petrov (makedonsk: РК Кометал Ѓорче Петров) er en håndboldklub fra Skopje i Makedonien, som er kendt for sit kvindehold, der bl.a. har vundet EHF Champions League og EHF Super Cup.
Klubben blev stiftet i 1979 som RK Gjorče Petrov, opkaldt efter den store makedonske revolutionære Gjorče Petrov. Ved indsættelsen af Ivan Bojkov som bestyrelsesformand i 1984 blev der lagt en målsætning om at blive en europæisk topklub.
RK Gjorče Petrov spillede først i den jugoslaviske liga. Men efter Makedoniens løsrivelse fra Jugoslavien blev klubben en regelmæssig vinder af det makedonske mesterskab. Samarbejdet med hovedsponsoren Kometal Trading blev indledt umiddelbart efter RK Gjorče Petrovs sejr i Wien i 1994 over det dengang suveræne hold fra Hypo Niederösterreich.
Ud over at have vundet samtlige makedonske mesterskaber for kvinder er Kometal Gjorče Petrovs største succes sejren i EHF Champions League for kvinder i 2002, og holdet har yderligere to gange nået finalen i Champions League (i 2000 og 2005). Klubben har endvidere vundet EHF Super Cup i 2002.